# Ohtanajärvi
Ohtanajärvi är en by i Pajala kommun i Norrbottens län.
Orten har en idrottsklubb, Ohtanajärvi IK, med anor inom skidor och fotboll. År 1998 gick Ohtanajärvi IK och Aapua IF samman och bildade fotbollsföreningen Ohtana/Aapua FF.
I april 2016 fanns det enligt Ratsit 36 personer över 16 år folkbokförda i Ohtanajärvi.
Författaren Ester Cullblom är född i Ohtanajärvi.